# الأصل العصبي الحيوي للغة
تحظى اللغة بتاريخ تطوري طويل وترتبط ارتباطًا وثيقًا مع الدماغ، لكن الأسباب التي تجعل الدماغ البشري متكيفًا بهذا الشكل الفريد غير واضحة. تملك مناطق الدماغ المرتبطة باللغة في البشر نظائر مماثلةً لدى القردة والسعادين، ومع ذلك فهي لا تستخدم اللغة. قد يكون هنالك أيضًا مكون جيني؛ تمنع الطفرات في جين «إف أو إكس بّي 2» البشر من تكوين جمل كاملة.

## التكيف العصبي البيولوجي للغة

### باحتا فيرنيك وبروكا
توجد اللغة في هاتين المنطقتين من الدماغ -كل شيء من الكلام إلى القراءة والكتابة. تعتمد اللغة ذاتها على رموز تُستخدم بغرض تقديم مفاهيم عن العالم، ويبدو أن هذا النظام متوضع في هاتين الباحتين. تشبه المناطق اللغوية في الأدمغة البشرية إلى حد كبير مناطق مماثلة لدى الرئيسيات الأخرى، رغم أن البشر هم النوع الوحيد الذي يستخدم اللغة.
تتشابه بنى الدماغ لدى الشمبانزي بشكل كبير مع تلك الموجودة في البشر. يحتوي كلاهما على باحتي فيرنيك وبروكا متناددتين، وهي البنى المسؤولة عن التواصل. تُستخدم باحة بروكا بشكل واسع في تخطيط وإنتاج الصوتيات في كل من البشر والشمبانزي. تعد باحة فيرنيك المكان الذي تُخطط فيه الرموز والتمثيلات اللغوية لخلق مفاهيم محددة. توجد هذه الوظيفة لدى كل من البشر والشمبانزي؛ تشبه باحة فيرنيك لدى الشمبانزي نظيرتها البشرية أكثر بكثير من باحة بروكا، ما يشير إلى أن باحة فيرنيك أقدم تطوريًا من باحة بروكا.

### العصبونات الحركية

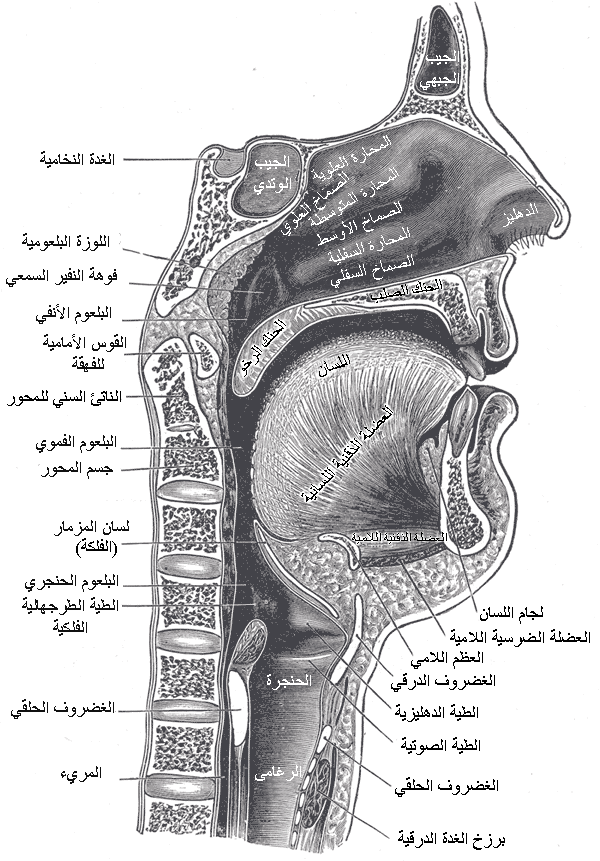
مستوى سهمي للمجرى الصوتي عند الإنسان

من أجل القدرة على الكلام، يجب أن يُعاد استخدام جهاز التنفس طوعًا بغرض إنتاج الأصوات، ما يسمح بإيقاف آليات التنفس مؤقتًا لصالح إنتاج الصوت والكلام. تطور مجرى الصوت البشري ليلائم الكلام، مع حنجرة متوضعة بشكل أخفض، ورغامى مائلة بمقدار 90 درجة ولسان كبير مدور. تتخطى العصبونات الحركية لدى البشر والطيور النظم اللاإرادية في جذع الدماغ لتعطي تحكمًا مباشرًا من الحنجرة إلى الدماغ.

## نظريات أصل اللغة

### أصول إيمائية
كانت اللغة الأولية صوتيةً بشكل حصري؛ أتت الكتابة والقراءة لاحقًا. تقترح دراسات حديثة أن مزيج الأصوات والإيماءات أدى إلى تطور لغة أكثر تعقيدًا عند الإنسان الأول. أظهرت الشمبانزي التي تستخدم أصواتًا للفت الانتباه نشاطًا في مناطق الدماغ التي تشبه إلى حد كبير باحة بروكا في البشر. حتى حركات اليد والفم التي لا تترافق مع الأصوات قد سببت أنماط نشاط مشابهة في باحة بروكا لدى كل من البشر والقردة. عندما يرى قرد إيماءات قرد آخر، تتنبه العصبونات المرآتية في منطقة المناددة لباحة بروكا. تختص مجموعة من العصبونات المرآتية في الاستجابة لنوع واحد فقط من الحدث الذي يُشاهد، ويُعتقد حاليًا أن هذه الخلايا ذات أصل تطوري للعصبونات التي تكيفت من أجل معالجة الكلام وإنتاجه.

### قواعد اللغة العالمية
تقترح فرضية البرنامج البيولوجي للغة أن البشر لديهم بنية لغوية إدراكية تسمح لهم بتطوير واستيعاب اللغة. تبعًا لهذه النظرية، يُزود هذا النظام في الجينات البشرية وتستند إليه القواعد الأساسية لكل اللغات. أشارت بعض الأدلة إلى أن بعض قدراتنا على الأقل يُتحكم بها وراثيًا. إذ تمنع الطفرات في جين «إف أو إكس بّي 2» الأشخاص من جمع الكلمات والعبارات وتحويلها إلى جمل. ومع ذلك، توجد هذه الجينات في القلب والرئتين والدماغ، وما زال دورها غير واضح بشكل كامل.
من الممكن أن كفاءة البشر بالنسبة لقواعد اللغة قد تطورت عن سلوك غير دلالي مثل الغناء. تمتلك الطيور القدرة على إنتاج أصوات معقدة ومعالجتها وتعلمها، مع هذا لا تملك وحدات غناء الطيور، عند إزالتها من المفهوم والمعنى الأكبر لغناء الطيور إجمالًا، معنىً جوهريًا. قد يكون أسلاف البشر الأوائل طوروا قدرات تستند إلى أهداف غير دلالية مشابهة، عُدلت فيما بعد وكونت اللغة الرمزية.